# Храм Весты
Храм Весты (лат. Aedes Vestae) — руины античного храма, посвящённого Весте, римской богине домашнего очага. Располагается в Риме неподалёку от храма Цезаря на римском форуме, в южной части Священной дороги. Другой храм, который некоторое время ошибочно называли храмом Весты, посвящён Геркулесу и находится на Бычьем форуме в Риме.
Храм вместе с Домом весталок составлял единый комплекс (лат. Atrium Vestae), функционально соединённый с Регией, резиденцией Великого понтифика.
В храме постоянно поддерживался Священный огонь. Изначально его охраняли дочери царя, затем их заменили жрицы-весталки. Вшестером они обязаны были постоянно поддерживать огонь и проводить ритуалы, посвящённые Весте.
Храм представлял собой круглое строение в форме толоса, окружённое двадцатью коринфскими колоннами. Внутри святилища всегда горел огонь, дым от которого выходил через специальное отверстие в крыше.
Внутри храма находился тайник (penus Vestae), где хранились символы империи, которые, по легенде, Эней привёз с собой из Трои, в том числе Палладиум, античное изображение Минервы. Существует мнение, что penus Vestae находился в углублении 2,40×2,40 м в подиуме, попасть в который можно было только из святилища.

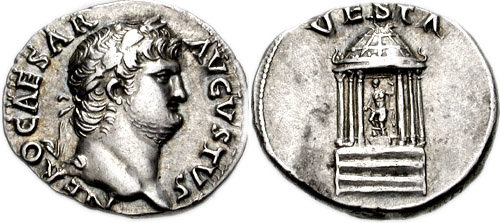
Восстановленный после пожара храм Весты на денарии Нерона

В храме часто возникали пожары. Здание выгорело во время т. н. великого пожара 64 г. н. э.. После восстановления его изобразили на серии монет. После пожара 191 г. н. э. потребовалась реконструкция, проведённая под руководством жены Септимия Севера Юлии Домны.
В 394 году по приказу императора Феодосия храм был закрыт и пришёл в упадок.

## Символика
Храм Весты, находящийся рядом с Регией, символизировал собой главный домашний очаг — очаг в доме царя, «очаг государства».